# Salticus
Salticus Latreille, 1804 è un genere di ragni appartenente alla famiglia Salticidae.

## Caratteristiche
Le specie del genere Salticus sono contrassegnate da un disegno variegato in bianco e nero con alcune strisce trasversali, tanto da essere noti popolarmente come ragni-zebra. I maschi adulti hanno cheliceri molto sviluppati su cui poggiano gli altrettanto lunghi e sottili pedipalpi. Le femmine hanno dimensioni fra i 3,5 e i 7 millimetri; i maschi non superano i 5 millimetri.

## Habitat
È possibile rinvenirli su rocce e tronchi d'albero, in luoghi raggiungibili dal sole.

## Distribuzione
Le 48 specie oggi note rendono questo genere pressoché cosmopolita.
In Italia sono state reperite 9 specie di questo genere

## Tassonomia

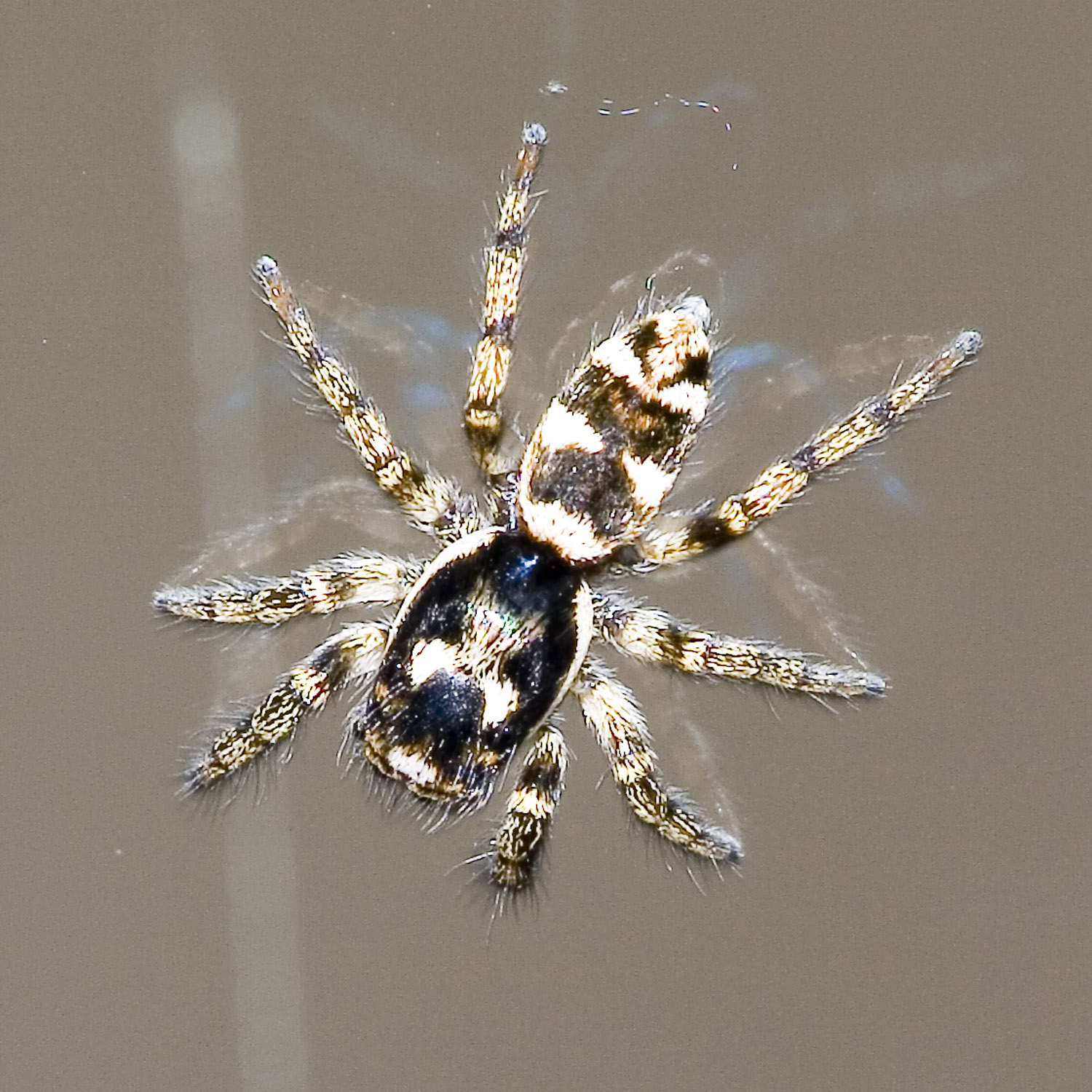
Salticus scenicus

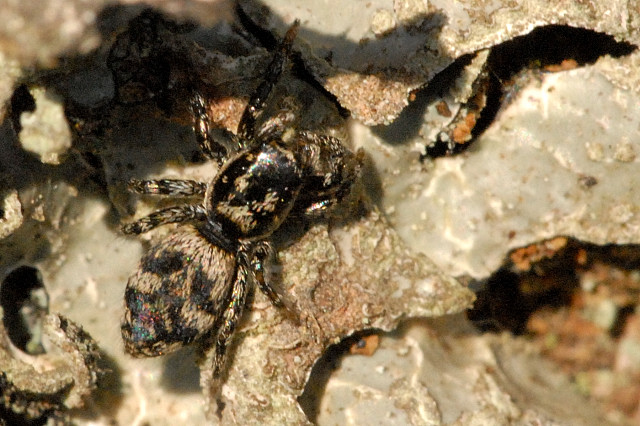
Salticus cingulatus

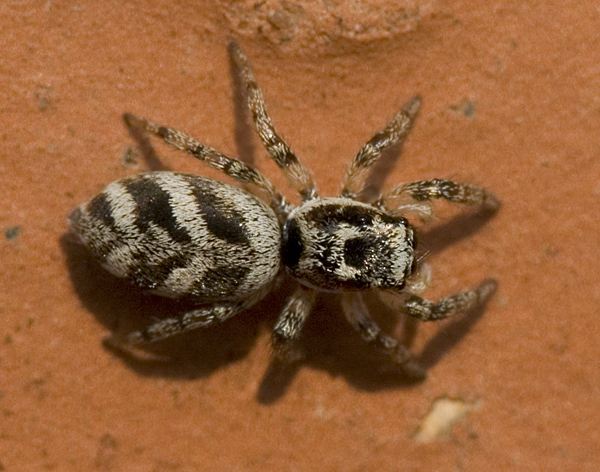
Salticus scenicus

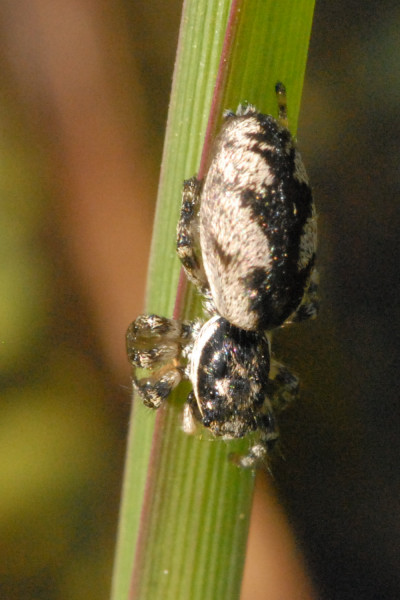
Salticus zebraneus

A dicembre 2010, si compone di 48 specie:
1. Salticus afghanicus Logunov & Zamanpoore, 2005 — Afghanistan
2. Salticus aiderensis Logunov & Rakov, 1998 — Turkmenistan
3. Salticus alegranzaensis Wunderlich, 1995 — Isole Canarie
4. Salticus annulatus (Giebel, 1870) — Sudafrica
5. Salticus austinensis Gertsch, 1936 — USA, Messico, America centrale
6. Salticus beneficus (O. P.-Cambridge, 1885) — Yarkand (Cina)
7. Salticus bonaerensis Holmberg, 1876 — Argentina
8. Salticus brasiliensis Lucas, 1833 — Brasile
9. Salticus canariensis Wunderlich, 1987 — Isole Canarie
10. Salticus cingulatus (Panzer, 1797) — Regione paleartica (presente in Italia)
11. Salticus confusus Lucas, 1846 — Spagna, Corsica, Bulgaria, Algeria
12. Salticus conjonctus (Simon, 1868) — Francia, Italia
13. Salticus coronatus (Cambou?, 1887) — Madagascar
14. Salticus devotus (O. P.-Cambridge, 1885) — Yarkand (Cina)
15. Salticus dzhungaricus Logunov, 1992 — Kazakistan, Turkmenistan
16. Salticus falcarius (Hentz, 1846) — USA
17. Salticus flavicruris (Rainbow, 1897) — Nuovo Galles del Sud
18. Salticus gomerensis Wunderlich, 1987 — Isole Canarie
19. Salticus insperatus Logunov, 2009 — Iran
20. Salticus iteacus Metzner, 1999 — Grecia
21. Salticus jugularis Simon, 1900 — Queensland
22. Salticus kraali (Thorell, 1878) — Ambon (Arcipelago delle Molucche)
23. Salticus latidentatus Roewer, 1951 — Russia, Mongolia, Cina
24. Salticus major (Simon, 1868) — Portogallo, Spagna, Francia
25. Salticus mandibularis (Simon, 1868) — Grecia, Italia
26. Salticus marenzelleri Nosek, 1905 — Turchia
27. Salticus meticulosus Lucas, 1846 — Algeria
28. Salticus modicus (Simon, 1875) — Francia
29. Salticus mutabilis Lucas, 1846 — Europa (presente in Italia), Isole Azzorre, Georgia, Argentina
30. Salticus noordami Metzner, 1999 — Grecia
31. Salticus olivaceus (L. Koch, 1867) — dalla Spagna ad Israele
32. Salticus palpalis (Banks, 1904) — USA, Messico
33. Salticus paludivagus Lucas, 1846 — Algeria
34. Salticus peckhamae (Cockerell, 1897) — USA
35. Salticus perogaster (Thorell, 1881) — Isola di Yule (Papua-Nuova Guinea)
36. Salticus propinquus Lucas, 1846 — Mediterraneo (presente in Italia)
37. Salticus proszynskii Logunov, 1992 — Kirghizistan
38. Salticus quagga Miller, 1971 — Ungheria, Slovacchia
39. Salticus ravus (Bösenberg, 1895) — Isole Canarie
40. Salticus scenicus (Clerck, 1757)[4] — Regione olartica (presente in Italia)
41. Salticus scitulus (Simon, 1868) — Corsica, Sicilia
42. Salticus tricinctus (C. L. Koch, 1846) — da Israele all'Asia centrale
43. Salticus truncatus Simon, 1937 — Francia
44. Salticus turkmenicus Logunov & Rakov, 1998 — Turkmenistan
45. Salticus unciger (Simon, 1868) — Europa meridionale (presente in Italia)
46. Salticus unicolor (Simon, 1868) — Isola di Corfù
47. Salticus unispinus (Franganillo, 1910) — Portogallo
48. Salticus zebraneus (C. L. Koch, 1837) — Regione paleartica (presente in Italia)

### Sinonimie
- Salticus amitaii Prószynski, 2000; questi esemplari, rinvenuti in Israele, a seguito di un lavoro dell'aracnologo Logunov del 2009, sono da ritenersi in sinonimia con S. noordami Metzner, 1999[2].

### Specie trasferite
Descrizioni originarie piuttosto generiche dei caratteri attribuiti a questo genere hanno fatto sì che, in seguito a studi e revisioni, ben 42 specie, originariamente qui ascritte, siano state trasferite altrove:
1. Salticus acutus Blackwall, 1877; trasferita al genere Hyllus
2. Salticus aeratus O. P.-Cambridge, 1872; trasferita al genere Heliophanus
3. Salticus andamanius Tikader, 1977; trasferita al genere Pseudicius
4. Salticus appressus Powell, 1873; trasferita al genere Holoplatys
5. Salticus asper (Karsch, 1878); trasferita al genere Zenodorus
6. Salticus attenuatus Karsch, 1880; trasferita al genere Myrmarachne
7. Salticus cancrimanus (Taczanowski, 1872); trasferita al genere Helvetia
8. Salticus contractus Karsch, 1880; trasferita al genere Myrmarachne
9. Salticus devorans O. P.-Cambridge, 1872; trasferita al genere Plexippus
10. Salticus dilatatus Karsch, 1880; trasferita al genere Myrmarachne
11. Salticus discicollis Taczanowski, 1878; trasferita al genere Descanso
12. Salticus flavoater (Grube, 1861); trasferita al genere Euophrys
13. Salticus flavus (Peckham & Peckham, 1883); trasferita al genere Phidippus
14. Salticus fusconotatus (Grube, 1861); trasferita al genere Dendryphantes
15. Salticus inexcultus O. P.-Cambridge, 1873; trasferita al genere Pellenes
16. Salticus iricolor (Nicolet, 1849); trasferita al genere Dendryphantes
17. Salticus koreanus Wesolowska, 1981; trasferita al genere Hakka
18. Salticus legibilis (Nicolet, 1849); trasferita al genere Dendryphantes
19. Salticus lethierryi (Taczanowski, 1871); trasferita al genere Lurio
20. Salticus melanotarsus (Grube, 1861); trasferita al genere Asianellus
21. Salticus mustilinus Powell, 1873; trasferita al genere Trite
22. Salticus nepos O. P.-Cambridge, 1872; trasferita al genere Evarcha
23. Salticus niger (Karsch, 1878); trasferita al genere Zenodorus
24. Salticus nigrofemoratus (L. Koch, 1867); trasferita al genere Opisthoncus
25. Salticus nobilis (Grube, 1861); trasferita al genere Mendoza
26. Salticus nobilitatus (Nicolet, 1849); trasferita al genere Trydarssus
27. Salticus pascualis O. P.-Cambridge, 1872; trasferita al genere Pseudeuophrys
28. Salticus radians Blackwall, 1862; trasferita al genere Phiale
29. Salticus ranjitus Tikader, 1967; trasferita al genere Phintella
30. Salticus rufus (Hentz, 1846); trasferita al genere Phidippus
31. Salticus rusticanus (Nicolet, 1849); trasferita al genere Euophrys
32. Salticus scalaris (Nicolet, 1849); trasferita al genere Dendryphantes
33. Salticus similis (Nicolet, 1849); trasferita al genere Trydarssus
34. Salticus striatipes (Grube, 1861); trasferita al genere Yaginumaella
35. Salticus subinstructus O. P.-Cambridge, 1873; trasferita al genere Paraheliophanus
36. Salticus superbus (Nicolet, 1849); trasferita al genere Dendryphantes
37. Salticus vanus (Nicolet, 1849); trasferita al genere Euophrys
38. Salticus variabilis (Vinson, 1863); trasferita al genere Heliophanus
39. Salticus vestitus (Nicolet, 1849); trasferita al genere Euophrys
40. Salticus volupe (Karsch, 1879); trasferita al genere Phintella.
41. Salticus vulpes (Grube, 1861); trasferita al genere Pseudicius
42. Salticus zonarius (Nicolet, 1849); trasferita al genere Dendryphantes